# 三原看護高等専修学校
三原看護高等専修学校（みはらかんごこうとうせんしゅうがっこう）は、広島県三原市に所在した専修学校。

## 概要
1915年9月に「広島県御調郡三原産婆看護婦養成所」として発足。
1936年11月に「三原市医師会三原看護婦学校産婆学校」に改称。
1952年9月に「三原市医師会付属准看護婦養成所」に改称。
1960年4月に「三原市医師会付属准看護学院」に改称。
1977年4月に「三原看護高等専修学校」に改称。
2年課程の看護学科を設置していた。
コロナ禍で実習ができなかった際には模擬ストーマを作製して実習を行うことで学生の意欲の向上が見られた。
2023年3月1日に最後の卒業式と閉校式が行われる。
2023年3月31日に閉校。